# Nicolas Goyard
Nicolas Goyard est un véliplanchiste français né le 3 janvier 1996, originaire de Nouvelle-Calédonie où il grandit et réside.

## Carrière
Il remporte la médaille de bronze aux Championnats d'Europe d'iQFoil en 2020 à Silvaplana puis médaillé d'argent des Jeux internationaux d'iQFoil en 2020 (qui devaient être à l'origine les Championnats du monde d'iQFoil) au lac de Garde.
Il est médaillé d'or des Jeux internationaux d'iQFoil en 2021 au lac de Garde, puis lors des premiers Championnats du monde d'iQFoil en 2021 à Silvaplana.
En octobre 2021, il remporte l'or aux championnats d'Europe d'IQFoil, à Marseille.

## Famille
Il est le frère du véliplanchiste Thomas Goyard.

## Palmarès

### Championnats du monde
- Championnats du monde d'iQFoil 2021 à Silvaplana ( Suisse) :
  -  médaille d'or

### Jeux internationaux d'iQFoil
- Jeux internationaux d'iQFoil 2021 au lac de Garde ( Italie) :
  -  médaille d'or
- Jeux internationaux d'iQFoil 2020 au lac de Garde ( Italie) :
  -  médaille d'argent

### Championnats d'Europe
- Championnats d'Europe d'iQFoil 2020 à Silvaplana ( Suisse) :
  -  médaille de bronze
- Championnats d'Europe d'iQFoil 2021 à Marseille ( France) :
  -  médaille d'or
- Championnats d'Europe d'iQFoil 2022 à Torbole ( Italie) :
  -  médaille d'or